# Chety (Schatzmeister)

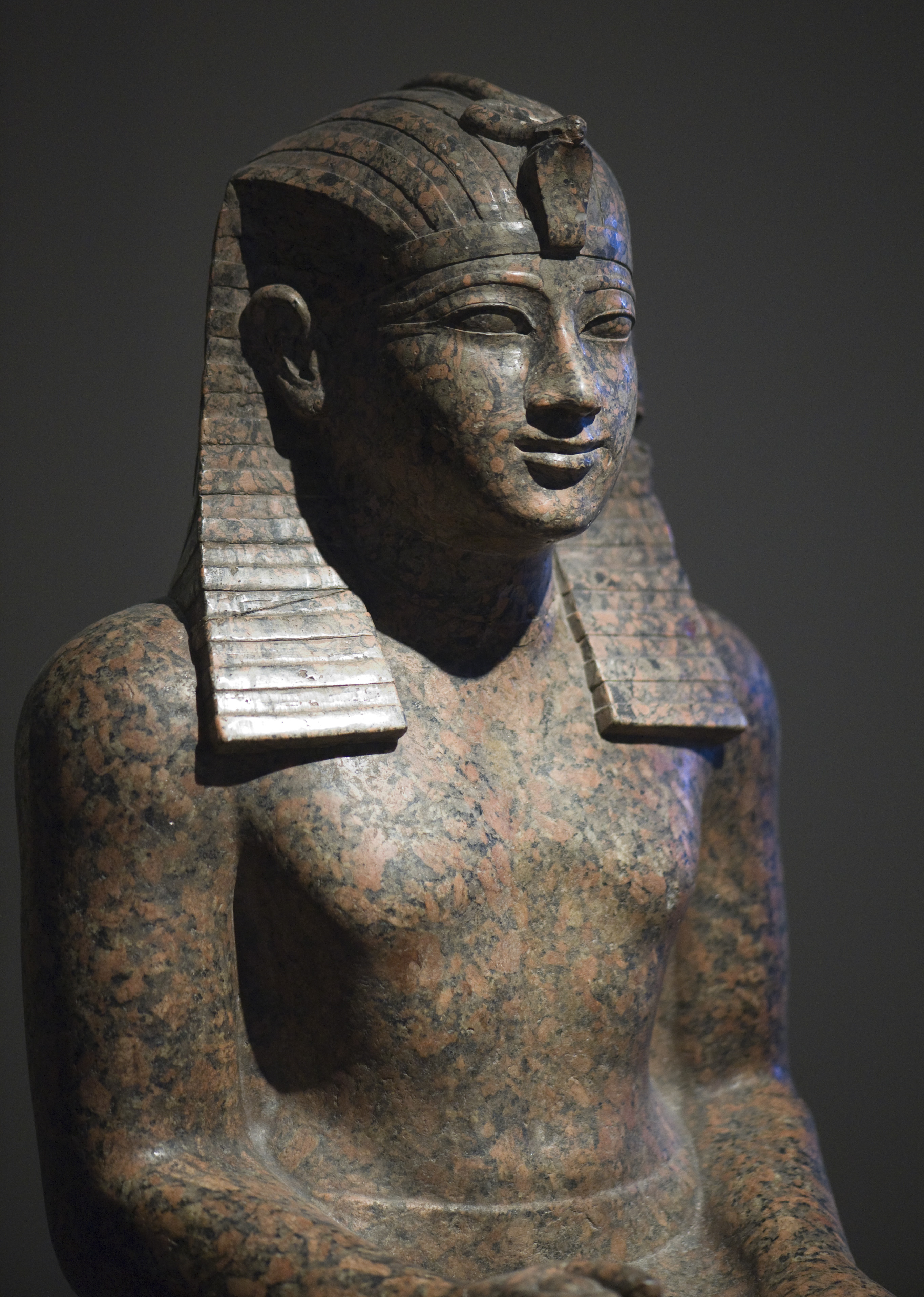
Statue des Chety aus Karnak, der Kopf ist eine Restaurierung des 19. Jahrhunderts

Chety (Mittelägyptisch H̱ty) war ein altägyptischer Schatzmeister unter Pharao Mentuhotep II. (um 2000 v. Chr.).

## Belege
Chety ist aus verschiedenen Quellen bekannt. Er hatte ein großes, mit Reliefs dekoriertes Grab (TT311) in Deir el-Bahari, dessen mit Kalkstein verkleidete Grabkammer mit Malereien ausgeschmückt war. Er wird mehrmals auf Reliefs im Totentempel des Königs genannt. Im Schat er-Rigal, einem Wadi im Süden von Ägypten, taucht er einmal in einer Sedfestszene auf. Zudem erscheint er zusammen mit Mentuhotep II. und dessen Mutter Jaah im Schat er-Rigal. Von der Sedfestszene ausgehend, war er vielleicht seit dem 30. Regierungsjahr des Herrschers im Amt und richtete somit das Sedfest für Mentuhotep II. aus. Sein Nachfolger im Amt wurde Meketre.